# Melanochelys trijuga
Espèce
Synonymes
- Emys trijuga Schweigger, 1812
- Emys thermalis Lesson, 1830
- Emys belangeri Lesson, 1831
- Emys sebae Gray, 1831
- Emys trijuga madraspatana Anderson, 1879
- Emys trijuga burmana Anderson, 1879
- Emys trijuga coronata Anderson, 1879
- Clemmys theobaldi Lydekker, 1885
- Melanochelys edeniana Theobald, 1876
- Geoemyda indopeninsularis Annandale, 1913
- Geoemyda trijuga plumbea Annandale, 1915
- Geoemyda trijuga wiroti Reimann in Nutaphand 1979

Statut de conservation UICN

 LC  : Préoccupation mineure
Statut CITES
Melanochelys trijuga est une espèce de tortues de la famille des Geoemydidae.

## Répartition
Cette espèce se rencontre :
- en Inde dans les États d'Andhra Pradesh, d'Assam, du Bihar, du Gujarat, du Karnataka, du Kerala, du Maharashtra, du Meghalaya, du Mizoram, du Tamil Nadu, d'Uttar Pradesh et du Bengale-Occidental ;
- au Bangladesh ;
- en Birmanie ;
- au Sri Lanka ;
- au Népal.

Sa présence est incertaine au Yunnan en République populaire de Chine et au Pakistan.

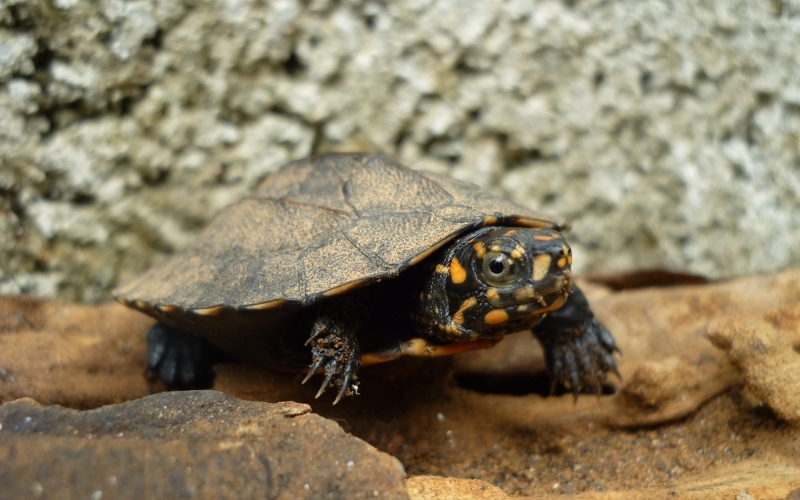

## Liste des sous-espèces
Selon TFTSG (22 octobre 2013) :
- Melanochelys trijuga coronata (Anderson, 1879)
- Melanochelys trijuga edeniana Theobald, 1876
- Melanochelys trijuga indopeninsularis (Annandale, 1913)
- Melanochelys trijuga parkeri Deraniyagala, 1939
- Melanochelys trijuga thermalis (Lesson, 1830)
- Melanochelys trijuga trijuga (Schweigger, 1812)

## Publications originales
- Anderson, 1879 "1878" : Anatomical and Zoological Researches: Comprising an Account of the Zoological Results of the Two Expeditions to Western Yunnan in 1868 and 1875; and a Monograph of the Two Cetacean Genera Platanista and Orcella, London, Bernard Quaritch vol. 1 (texte intégral) et vol. 2 (texte intégral).
- Annandale, 1913 : The tortoises of Chota Nagpur. Records of the Indian Museum, vol. 9, no 5, p. 63–78 (texte intégral).
- Deraniyagala, 1939 : The Tetrapod Reptiles of Ceylon. Volume 1. Testudinates and Crocodilians, London: Dulau Co., p. 1-412.
- Lesson, 1830 : Centurie Zoologique, ou Choix d’Animaux Rares, Nouveaux ou Imparfaitement Connus, Paris: F.G. Levrault, p. 1-235 (texte intégral).
- Schweigger, 1812 : Prodromus Monographia Cheloniorum auctore Schweigger. Königsberger Archiv für Naturwissenschaft und Mathematik, vol. 1, p. 271-368 & 406-458 (texte intégral).
- Theobald, 1876 : Descriptive catalogue of the reptiles of British India. p. 1-238 (texte intégral).